# Walther Schumann
Walther Schumann (* 7. Mai 1903; † 10. März 1986) war ein deutscher Verwaltungsjurist.

## Werdegang
Schumann war von 1956 bis 1968 Oberstadtdirektor in Wilhelmshaven. Von 1968 bis 1976 war er für die CDU Beigeordneter im Rat der Stadt. In seiner Amtszeit wurden das Reinhard-Nieter-Krankenhaus, die Volkshochschule, die Stadtbücherei sowie die Kunsthalle errichtet.

## Ehrungen
- 1968: Großes Verdienstkreuz der Bundesrepublik Deutschland
- 7. Mai 1978: Ehrenbürger der Stadt Wilhelmshaven